# Szyling somalijski
Szyling somalijski – jednostka walutowa Somalii. 1 szyling = 100 centów.
W obiegu znajdują się banknoty o nominałach 5, 10, 20, 50, 100, 500 i 1000 szylingów.